# Max Müller

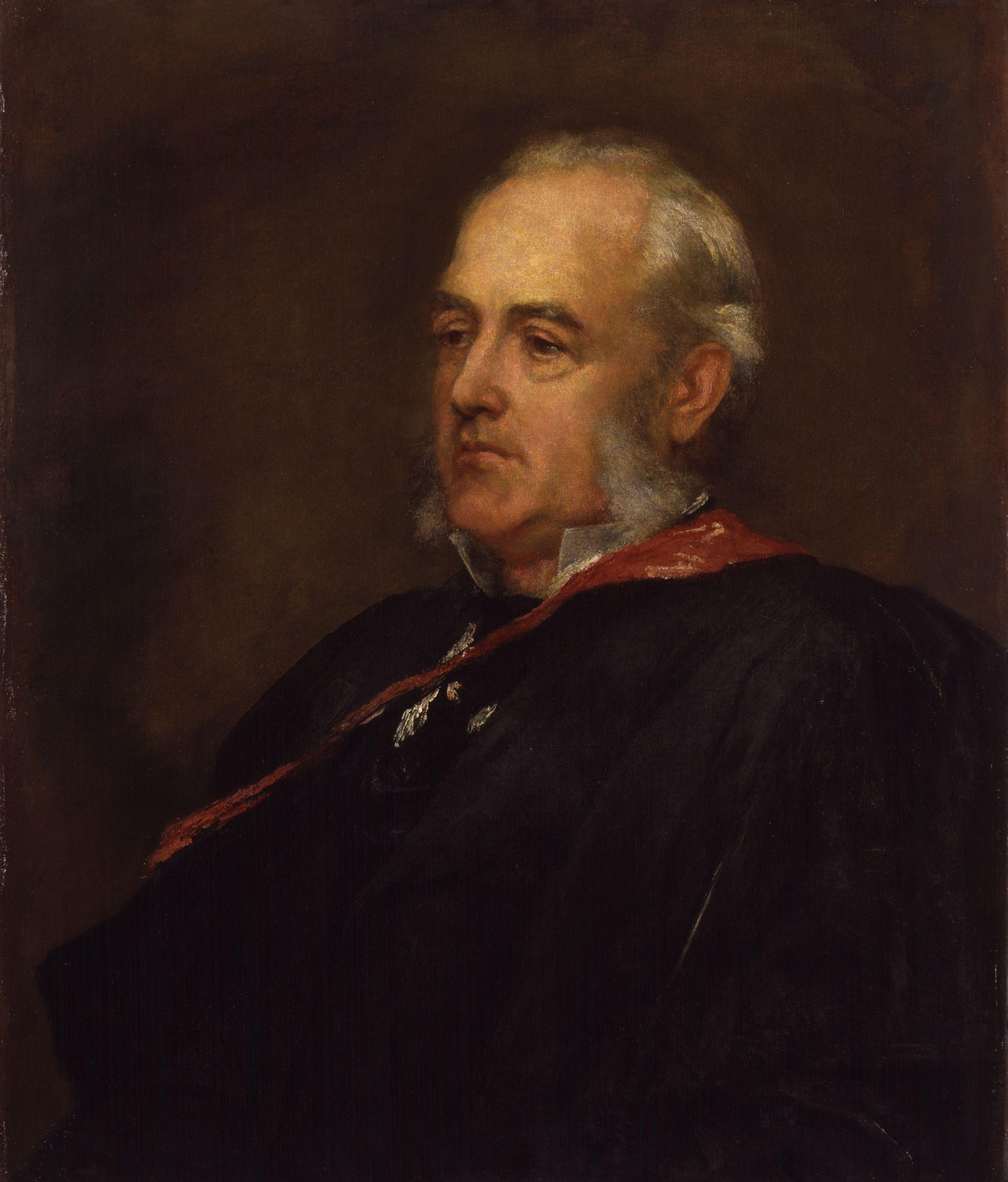
Max Müller, door George Frederic Watts

Friedrich Max Müller (Dessau, 6 december 1823 – Oxford, 28 oktober 1900) was een Brits/Duits oriëntalist en filoloog.  Hij is een van de pioniers van de Indiase taalstudies en een van de grondleggers van vergelijkende religieuze studies.

## Biografie
Max Müller was de zoon van de lieddichter Wilhelm Müller, van wie Schubert enige werken op muziek heeft gezet. Zijn moeder, Adelheide, was een afstammelinge van Johann Bernhard Basedow, oprichter van de Philanthropin, de "School voor Mensenvrienden" in Dessau. Max Müller verloor op jonge leeftijd beide ouders; zijn vader overleed toen hij nog geen vier jaar oud was, en hij werd grootgebracht door een familielid, professor Carus, in Leipzig. Daar bezocht hij de Nikolaischool en later de Universiteit van Leipzig, waar hij filosofie en filologie studeerde. Daarnaast leerde hij Arabisch en Sanskriet, onder de indoloog professor Hermann Brockhaus. Müller zette zijn studie voort in Berlijn en Parijs, en, in 1846, in Londen, waar hij de invloedrijke Pruisische gezant Christian Karl Josias von Bunsen leerde kennen. Door zijn bemiddeling kreeg Müller de opdracht van de Britse Oost-Indische Compagnie de Rig-Veda te vertalen; dit werk, waarvan het eerste deel verscheen in 1849, voltooide hij in 1874. In 1854 werd hij aangesteld als professor in moderne Europese talen aan de Universiteit van Oxford, vanaf 1856 werkte hij aan de Bodleian Library, de onderzoeksbibliotheek van de universiteit; hij was daar later, van 1865 tot 1867, bibliothecaris van de Orientaalse afdeling. In 1868 werd hij professor in de vergelijkende theologie aan het All Souls College. Ook trouwde hij een Engelse vrouw, Georgina Adelaide. Nadat de Elzas ten gevolge van de Frans-Pruisische oorlog onder Duits bestuur was gekomen, werd de, in de Franse Revolutie opgeheven, universiteit van Straatsburg opnieuw gesticht. De Duitse regering, op zoek naar professoren, wendde zich ook tot de inmiddels beroemd geworden Müller, met het verzoek in Straatsburg een professoraat te aanvaarden. Dit heeft hij in 1872 aangenomen maar hij keerde spoedig daarop weer naar Engeland terug. In 1875 legde hij ook zijn werk als professor aan de Universiteit van Oxford neer.
Müller vertaalde werken uit het Sanskriet, het Avestisch en andere oude talen. Hij was naast wetenschapper een popularisator van zijn vakgebied; sommige van zijn boeken waren voor het grote publiek bestemd, zoals Lectures on the Science of Language, Chips from a German Workshop en zijn Hibbert Lectures On the Religions of India. Hij is nu nog vooral bekend om zijn publicatie van het 50-delige werk The Sacred Books of the East. Daarnaast vertaalde hij Immanuel Kants boek Kritik der reinen Vernunft in het Engels, Critique of Pure Reason, 1881. Müller was een groot bewonderaar van Sri Ramakrishna, over wie hij ook een boek schreef, Ramakrishna: His Life And Sayings, 1898. Ook zijn zoon, Wilhelm Max Müller, werd een belangrijk oriëntalist.